# Mondim de Basto
Mondim de Basto és un municipi portuguès, situat al districte de Vila Real, a la regió del Nord i a la Subregió del Tâmega. L'any 2004 tenia 8.470 habitants. Es divideix en 8 freguesies. Limita al nord-est amb Ribeira de Pena, al sud-est amb Vila Real, al sud-oest amb Amarante, a l'oest amb Celorico de Basto i al nord-oest amb Cabeceiras de Basto.

## Població
| Població del concelho de Mondim de Basto (1801 – 2004) | Població del concelho de Mondim de Basto (1801 – 2004) | Població del concelho de Mondim de Basto (1801 – 2004) | Població del concelho de Mondim de Basto (1801 – 2004) | Població del concelho de Mondim de Basto (1801 – 2004) | Població del concelho de Mondim de Basto (1801 – 2004) | Població del concelho de Mondim de Basto (1801 – 2004) | Població del concelho de Mondim de Basto (1801 – 2004) | Població del concelho de Mondim de Basto (1801 – 2004) |
| ------------------------------------------------------ | ------------------------------------------------------ | ------------------------------------------------------ | ------------------------------------------------------ | ------------------------------------------------------ | ------------------------------------------------------ | ------------------------------------------------------ | ------------------------------------------------------ | ------------------------------------------------------ |
| 1801                                                   | 1849                                                   | 1900                                                   | 1930                                                   | 1960                                                   | 1981                                                   | 1991                                                   | 2001                                                   | 2004                                                   |
| 2725                                                   | 4068                                                   | 7641                                                   | 8398                                                   | 10328                                                  | 9904                                                   | 9518                                                   | 8573                                                   | 8470                                                   |

## Freguesies
- Atei
- Bilhó
- Campanhó
- Ermelo
- Mondim de Basto
- Paradança
- Pardelhas
- Vilar de Ferreiros